# Fibre d'inox
La fibre d'inox est une fibre textile appartenant aux fibres techniques.
Elle peut être utilisée dans de très nombreux domaines tels que le transport, l'industrie, la filtration.

## Principe de fabrication

### Laminage et étirage
Une barre d'acier d'un diamètre compris entre 6  et   10 mm est étirée à chaud pour arriver à un filament d'1 mm environ de diamètre.

### Assemblage
À ce niveau, on regroupe plusieurs centaines, voire plusieurs milliers, de ces filaments précédemment étirés.

### Gainage
Cette opération consiste en la mise en tube (en acier doux ou cuivre) de ces filaments.

### Laminage et étirage
De la même façon que précédemment, on étire le tube et ce qu'il contient pour obtenir un filament de 1 mm de diamètre environ (l'étirage dépend naturellement de la finesse des fibres que l'on veut obtenir).

### Décapage
Grâce à un passage dans un bain d'acide, on élimine le tube pour libérer les filaments très fins qu'il contient (de l'ordre de la dizaine de microns/filament).

### Mise sur bobines
Après rinçage et séchage, le câble de fibres ainsi obtenu est enroulé sur des bobines d'une dizaine de kilos chacune.

## Utilisations
Une fois ces filaments enroulés sur leurs supports, ils peuvent être mis en composition dans quasiment tous les produits textiles. En effet, leur finesse, en général se situant à 8, 12 et 22 microns (à titre indicatif le diamètre d'un cheveu humain est aux alentours de 20-25 microns), permettent un large spectre d'utilisation : une fois transformé en fibres par procédé de craquage, cet acier inoxydable peut être mélangé à toutes autres fibres textiles techniques ou non, mais aussi être utilisé en pur. Ensuite, on peut en faire du fil, puis tricots, tissus, cordes, tresses, sangles, non tissés, etc.

## Applications
De par leurs propriétés physiques ces fibres ont trois destinations principales :
- le textile chauffant (vêtements de l'extrême, automobile, etc.) ;
- les textiles antistatiques (gants, bandes transporteuses, vêtements industriels, filtration, etc.) ;
- les protections thermiques et tenues aux très hautes températures (isolation, verrerie, filtration de gaz chauds, etc.).